# Ein sehr kurzes Stück für Bankdirektoren

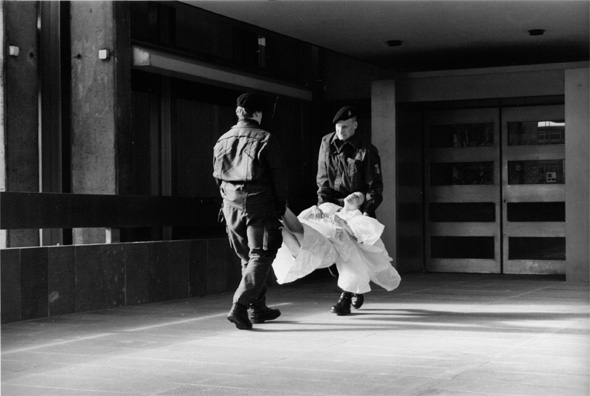
Michaela Caspar wird von Polizisten aus der Hauptstelle der Deutschen Bank Berlin herausgetragen (10. April 1997)

Ein sehr kurzes Stück für Bankdirektoren ist ein Theaterstück und eine Performance von Till Nikolaus von Heiseler und Michaela Caspar. An der Aufführung waren auch Christian Maria Goebel und Andres Fuentes Cannobbio (Kameramann), sowie Petra Kubinski – damals unter dem Namen Petra Fromm – (Kostüm) und Achim Kubinski (Komposition) beteiligt.
Das Stück (Solo-Oper) handelt von der Unfähigkeit, das Trauma in das Leben zu integrieren. Es stellt die Innenwelt eines Menschen (Emily) dar.
Die Performance besteht darin, eine Solo-Oper unangemeldet – und damit illegal – in einer Bank aufzuführen. Nach kurzer Zeit erscheint die wirkliche Polizei. Es entfaltet sich ein Spiel auf zwei Ebenen. Eine genaue Choreografie, die an den jeweiligen Raum angepasst wird, steht gegen die unmittelbare und spontane Interaktion zwischen der Darstellerin (Michaela Caspar) und dem Sicherheitspersonal des Geldinstituts und der Polizei. Im Programmheft, das die Darstellerin während der Performance austeilt, bedankt sie sich bei den „unfreiwilligen Darstellern in Uniform“. Die Performance endet in der Regel damit, dass die Darstellerin abgeführt wird.
Bei der ersten Aufführung in der damaligen Hauptstelle der Deutschen Bank am Ernst-Reuter-Platz in Berlin, wurde die Performerin bei den letzten Zeilen des Stücks aus der Bank hinausgetragen.
Das Projekt wurde vom Ministerium von Wissenschaft, Forschung und Kultur Brandenburg gefördert. In allen Fällen zog die jeweilige Bank die Anzeige zurück.

## Kritik

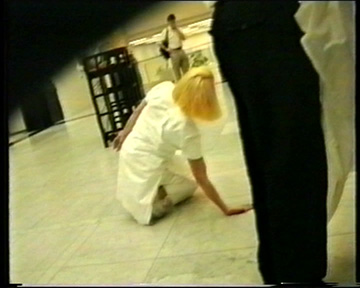
Hamburg, 1996

Fast alle großen Berliner Tageszeitungen berichteten über die Aktion. Die tageszeitung schrieb, es handle sich um ein Stück „über das Leiden und die Angst vor der Verrücktheit und die lindenblütenhafte Langeweile verständiger Anpassung“.
Die erste Aufführung fand am 10. April 1997 in der Hauptstelle der Deutschen Bank in Berlin statt. Zwischen 1997 und 1999 kam es in Berlin, Potsdam und Hamburg zu weiteren Aufführungen. Die Performance wurde mit versteckter Kamera aufgenommen und das Video unter anderem im Centre Pompidou, Paris, dem Medienfestival Viper, Basel und anderen Ausstellungen gezeigt.

## Stab
- Text, Konzeption und Leitung: Till Nikolaus von Heiseler
- Performance: Michaela Caspar
- Komposition: Michaela Caspar und Achim Kubinski
- Kostüm: Petra Fromm
- Kamera: Andres Fuentes Cannobbio
- 1. Herr im Anzug: Christian Maria Goebel
- 2. Herr im Anzug: Till Nikolaus von Heiseler
- Fotografie: Sebastian Hoppe, Sanna Miericke
- Internet: Sophia Nabokov, mARS Agardtha, Till Nikolaus von Heiseler

## Video
Ein sehr kurzes Stück für Bankdirektoren, 32 min, 2000, Deutschland.

### Screening und Ausstellungen (Auswahl)
- Info Offspring, Kiosk im öffentlichen Raum, Dresden Juni bis August 2001
- hybrid video tracks, NGBK, Berlin September 2001
- Haus der Kulturen der Welt, im Rahmen der Tagung Chaosmatische Anthropologie. Juli 2003
- neuro -- networking europe, München February 2004
- Viper (Medienfestival), Basel November 2004
- Evolutionäre Zellen, Karl Ernst Osthaus-Museum, Hagen Dezember 2004 bis Februar 2005
- Rencontres internationales Paris/Berlin, Paris, Centre Pompidou, November 2005
- Pulsar, Caracas – Venezuela, Oktober 2006
- Postmoskau, Berlin Sommer 2007